# Baterías antiaéreas del Carmelo

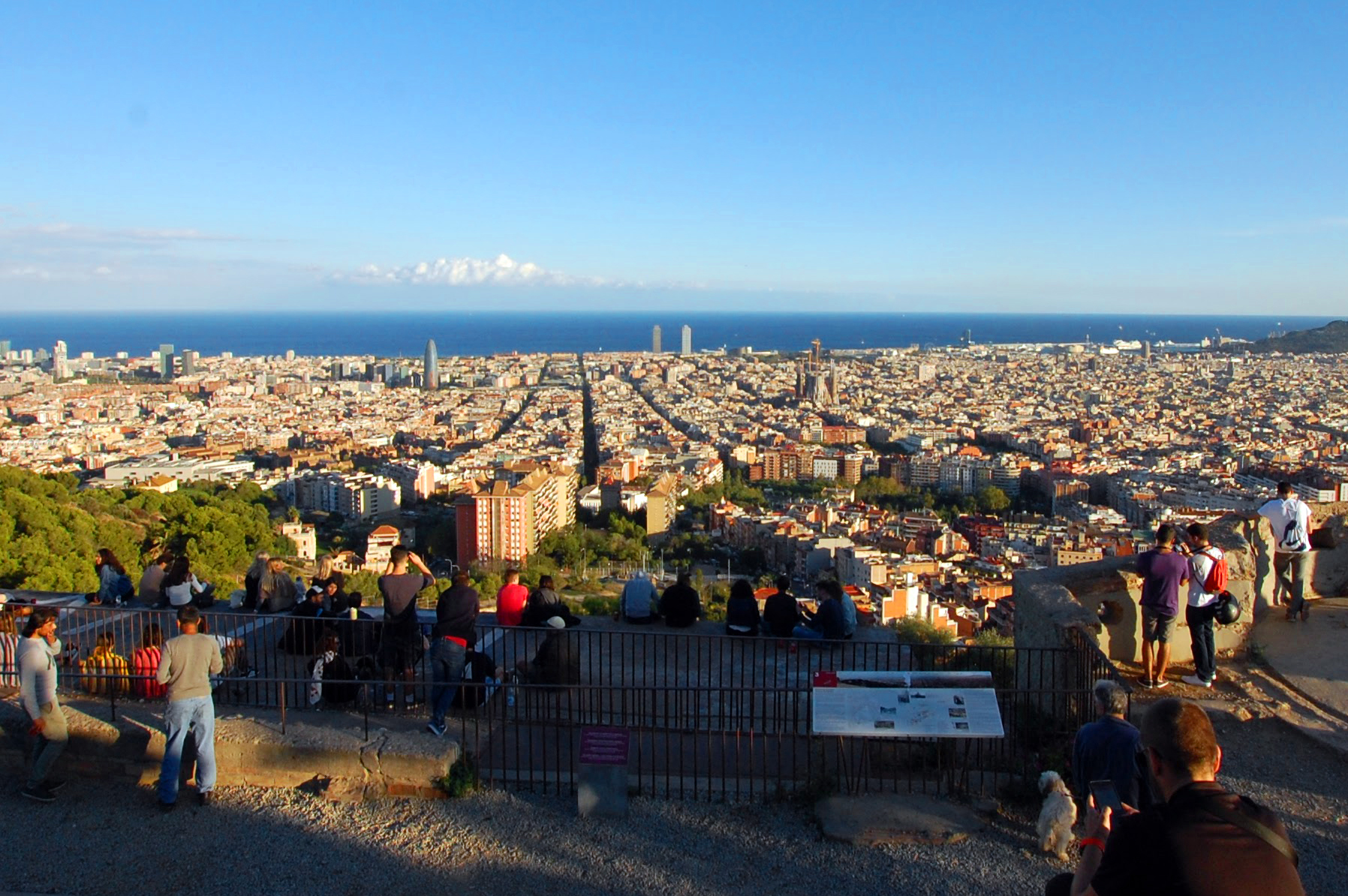
Vistas a Barcelona desde las baterías antiaéreas

Las baterías antiaéreas se encuentran situadas en Barcelona,  en el barrio del Carmelo, en lo alto del Turó de la Rovira.
Está protegido por la Declaración genérica del Decreto de 22 de abril de 1949, y la Ley 16/1985 sobre el Patrimonio Histórico Español.

## Historia
El Turó de la Rovira ha estado habitado a lo largo de los siglos por hombres que han intentado adaptarse al medio para sobrevivir a partir de ésta montaña.
Durante la Guerra Civil Española, Barcelona era continuamente bombardeada, no únicamente con objetivos militares sino para atemorizar a la población.  En un periodo de casi dos años la ciudad de Barcelona sufrirá casi doscientos bombardeos, por lo que en mayo de 1937 fueron instalados en lo más alto del Turó de la Rovira cuatro baterías de 105 mm. Se buscaba formar, junto con el antiaéreo de San Pedro Mártir, uno de los ejes de la defensa antiaérea de Barcelona.
Entre las décadas de 1940 y 1950, bajo la dictadura de Franco, se produce la precaria urbanización de esta zona, eminente antecesor de la comuna que hoy la ocupa. La gente que vivía en las barracas, tras varios años de lucha y mediante la asociación de vecinos del Carmelo, consiguieron que se les proporcionara agua y cubos de basura. En lo alto de la colina de la Rovira había aproximadamente 480 barracas.
Más adelante, debido a la organización en Barcelona de los Juegos Olímpicos de 1992, el Ayuntamiento otorgó a estos habitantes pisos donde vivir ("pisos verdes" en la curva de la pera en Can Baró) y derribó todas las barracas, quedando este lugar prácticamente abandonado.
Actualmente, con la masiva llegada de turistas a Barcelona, se comienza a revitalizar esta área, ya que se ha convertido en un mirador que ofrece una de las mejores vistas panorámicas de la ciudad.
A día de hoy dispone de horario acotado de acceso. Abren a las 9:00 horas por la mañana y cierran a las 19:30 horas por la tarde.